# Contea di Worcester (Massachusetts)
La contea di Worcester, Worcester County in inglese, è una contea dello Stato del Massachusetts negli Stati Uniti. La contea, posta nella parte centrale dello Stato, ha come capoluogo Worcester.
La popolazione al censimento del 2000 era di 750 963 abitanti, 803 701 secondo una stima del 2009.
Come per altre contee del Massachusetts dal 1998 la contea di Worcester esprime solo una regione storico-geografica, essendo tutte le funzioni amministrative passate ad altre agenzie dello Stato del Massachusetts.

## Geografia fisica
La contea confina a nord con le contee di Hillsborough e di Cheshire del New Hampshire, ad est con le contee di Middlesex e di Norfolk, a sud con la contea di Providence del Rhode Island e con quelle di Windham e di Tolland del Connecticut ed a ovest confina con le contee di Hampden, Hampshire e Franklin.
Il territorio è collinare e raggiunge la massima elevazione con il Mount Wachusett di 611 metri. Al confine orientale è posta la Qabbin Reservoir, il più grande lago del Massachusetts, alimentato in parte dalle acque del fiume Ware, un affluente del Connecticut. Ad est è situato il secondo lago per estensione dello Stato, la Wachusett Reservoir, alimentata dai fiumi Nashua, Quinapoxet e Stillwater. Nell'est della contea scorre il fiume Blackstone, che attraversa Worcester, la città più grande della contea. A nord è situata la città di Fitchburg. Altri centri sono Gardner e Leominster.

## Storia
Quando i coloni europei arrivarono nel XVII secolo, l'area era abitata dai nativi Nipmuc. La contea è stata formata nel 1731 e deve il suo nome a Worcester in Inghilterra. Nella cittadina di Harvard Ann Lee istituì una comunità di shaker verso la fine del XVIII secolo.

## Comuni

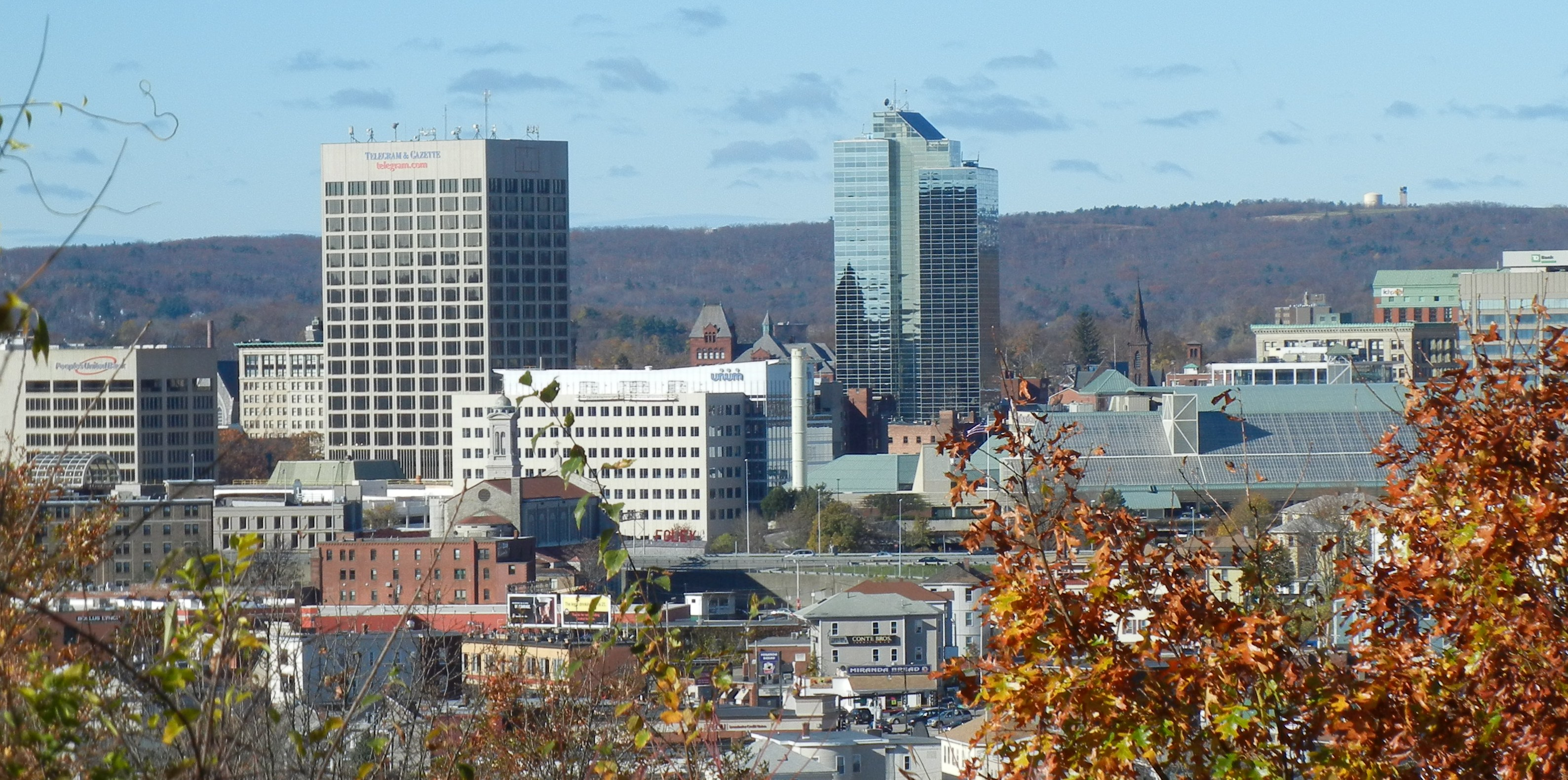
Il centro di Worcester

- Ashburnham - town
- Athol - town
- Auburn - town
- Barre - town
- Berlin - town
- Blackstone - town
- Bolton - town
- Boylston - town
- Brookfield - town
- Charlton - town
- Clinton - town
- Douglas - town
- Dudley - town
- East Brookfield - town
- Fitchburg - city
- Gardner - city
- Grafton - town
- Hardwick - town
- Harvard - town
- Holden - town

- Hopedale - town
- Hubbardston - town
- Lancaster - town
- Leicester - town
- Leominster - city
- Lunenburg - town
- Mendon - town
- Milford - town
- Millbury - town
- Millville - town
- New Braintree - town
- North Brookfield - town
- Northborough - town
- Northbridge - town
- Oakham - town
- Oxford - town
- Paxton - town
- Petersham - town
- Phillipston - town
- Princeton - town

- Royalston - town
- Rutland - town
- Shrewsbury - town
- Southborough - town
- Southbridge - city
- Spencer - town
- Sterling - town
- Sturbridge - town
- Sutton - town
- Templeton - town
- Upton - town
- Uxbridge - town
- Warren - town
- Webster - town
- West Boylston - town
- West Brookfield - town
- Westborough - town
- Westminster - town
- Winchendon - town
- Worcester - city

### Census-designated place
- South Ashburnham - nel territorio di Ashburnham
- East Douglas - nel territorio di Douglas
- North Grafton - nel territorio di Grafton
- Saundersville - nel territorio di Grafton
- Gilbertville - nel territorio di Hardwick
- Hardwick - nel territorio di Hardwick
- Old Furnace - nel territorio di Hardwick
- Wheelwright - nel territorio di Hardwick
- Jefferson - nel territorio di Holden
- South Lancaster - nel territorio di Lancaster
- Cherry Valley - nel territorio di Leicester
- Rochdale - nel territorio di Leicester

- Whitinsville - nel territorio di Northbridge
- Linwood - nel territorio di Northbridge e di Uxbridge
- East Princeton - nel territorio di Princeton
- Cordaville - nel territorio di Southborough
- Fiskdale - nel territorio di Sturbridge
- Manchuag - nel territorio di Sutton
- Baldwinville - nel territorio di Templeton
- West Upton - nel territorio di Upton
- North Uxbridge - nel territorio di Uxbridge
- Ironstone - nel territorio di Uxbridge
- Wheelockville - nel territorio di Uxbridge
- Oakdale - nel territorio di West Boylston